# Geremy Lombardi
Geremy Lombardi (San Juan de la Maguana, 4 de abril de 1996) es un futbolista ítalo-dominicano. Juega de delantero y su actual equipo es el S.S.D. Monza 1912 de la Serie D de Italia.

## Vida personal
Lombardi podía representar a Italia, por ser el hijo de un italiano y estar viviendo en el país europeo desde temprana edad,  o la República Dominicana, por haber nacido allí de donde también es oriunda su madre.
Inicialmente jugó para Italia, pero en categorías inferiores. En 2015 hizo su debut internacional con la selección absoluta de la República Dominicana.

## Carrera
Lombardi ha jugado en la cantera del Inter de Milán, que lo cedíó luego a la del Parma.

## Trayectoria Internacional
Hizo su debut internacional para República Dominicana el 25 de marzo de 2015. Ese día, fue titular en un amistoso jugado contra Cuba, perdido por 0:3, siendo sustituido en el minuto 68.